# Adriano Padilha Nascimento
Adriano Padilha Nascimento, mais conhecido como Adriano (Alegrete, 20 de junho de 1980), é um ex-futebolista brasileiro que atuava como atacante.

## Carreira
Adriano iniciou sua carreira no Grêmio, passou por outros clubes do Brasil como o Avaí, da Rússia o Saturn, da Turquia o Denizlispor e o Predefinição:Futebol İstanbul B.B. e Baku do Azerbaijão.
Para a temporada de 2013, foi anunciado como reforço do Marcílio Dias para a disputa da Série D do Campeonato Brasileiro e da Divisão Especial do Campeonato Catarinense.

## Títulos
Grêmio
- Campeão Gaúcho - 1999

Ituano
- Campeão Paulista - 2002

## Artilharia
- Campeonato Catarinense da Divisão Especial de 2011 - 13 gols